# Fort Clarence
Le fort Clarence, anciennement la batterie de l'Est ou Eastern Battery, est un fort côtier britannique construit en 1754 au début de la guerre de la Conquête situé à Dartmouth au Canada.

## Historique
La batterie a été construite grâce à l'aide financière du capitaine John Rous. À l'origine, il y avait huit armes à feu montées. Au printemps 1759, une attaque des Micmacs contre la batterie se solda par la mort de cinq soldats[réf. incomplète],[réf. incomplète].
Le 17 novembre 1778, les King's Orange Rangers (KOR) arrivèrent par bateau à Halifax[réf. incomplète]. La raison de cette arrivée était probablement d’enrayer les désertions en déplaçant les hommes dans un lieu beaucoup plus éloigné de chez eux. Les KOR ont été chargés de protéger la batterie de l’est sur la rive du port d’Halifax, à l’extrémité sud de Woodside, près du quartier d’Imperoyal.
Le 20 octobre 1798, le Prince Edward rebaptisa Eastern Battery en Fort Clarence, en l'honneur de son frère, le duc de Clarence et de St. Andrews, qui devint plus tard le roi Guillaume IV. À la fin des années 1790, une tour Martello remplaça le fortin militaire. Le fort a été reconstruit en pierre dans les années 1860.
En 1929, L'Impériale Esso a acheté le site, qui est devenu pour partie la raffinerie de Dartmouth et les parties restantes du fort ont été enfouies dans les années 1940. La raffinerie a été convertie en dépôt de stockage de pétrole en 2013 et les archéologues demandent que le fort soit excavé.